# Camp de Daroca
El Camp de Daroca és una de les comarques de l'Aragó.
Els municipis que formen part d'aquesta comarca són: Acered, Aldehuela de Liestos, Anento, Atea, Badules, Balconchán, Berrueco, Cerveruela, Cubel, Las Cuerlas, Daroca, Fombuena, Gallocanta, Herrera de los Navarros, Langa del Castillo, Lechón, Luesma, Mainar, Manchones, Murero, Nombrevilla, Orcajo, Retascón, Romanos, Santed, Torralba de los Frailes, Torralbilla, Used, Valdehorna, Val de San Martín, Villadoz, Villanueva de Jiloca, Villar de los Navarros, Villarreal de Huerva i Villarroya del Campo.